# 亀城銀行
亀城銀行（きじょうぎんこう）は、明治期から大正期の、福井県大野郡大野町（現：大野市）に本店のあった銀行。
1897年（明治30年）4月、地方産業の開発進歩への貢献のため福井県の大地主瀧波興八郎を頭取に設立。福井銀行の大野町進出に対抗するため、1922年（大正11年）に大七銀行に合併された。

## 沿革
- 1897年（明治30年）4月26日：大野郡大野町西に設立。資本金5万円[4]
- 1900年（明治33年）：資本金8万円[3]
- 1903年（明治36年）：瀧波興八郎が取締役を離任し瀧波興八郎が頭取となる[5]
- 1912年（明治45年）：大野郡勝山町に勝山出張所を開設[6]
- 1918年（大正7年）7月：資本金を50万円に増資[3]
- 1922年（大正11年）7月1日：大七銀行と合併し消滅す

## 開設当時の役員一覧（明治32年）[7]
- 頭取 - 瀧波興八郎
- 取締役 - 尾崎彌右衛門
- 同 - 尾崎平右衛門
- 同 - 布川正輔
- 同 - 松田忠右衛門
- 同 - 佐藤善兵衛
- 同 - 近藤善助
- 同 - 布川源兵衛
- 同 - 近藤五郎右衛門
- 同 - 尾崎周右衛門
- 監査 - 正津正
- 同 - 松田七兵衛
- 同 - 梅垣七郎左衛門
- 同 - 宮田清次郎
- 同 - 藤堂彌三兵衛